# Ferdinand Gumbert

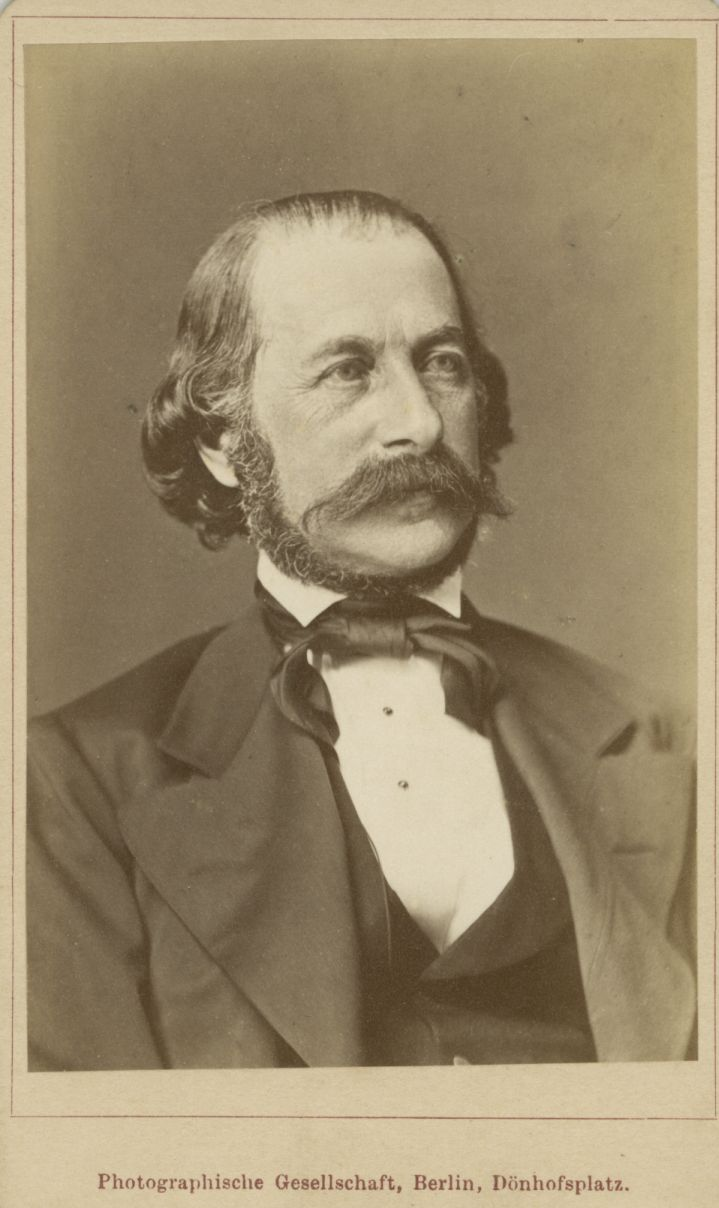
Bildnis Ferdinand Gumbert
Beilage zum Darmstädter Tagblatt, Nr. 5/1886

Ferdinand Gumbert (auch unter dem Pseudonym G. Ernst; * 22. April 1818 in Berlin, Königreich Preußen; † 6. April 1896 in Berlin, Deutsches Reich) war ein deutscher Komponist, Gesangspädagoge und Musikkritiker. Zunächst Gesangspädagoge begann er 1839 eine Bühnenkarriere als Bariton.

## Leben
Nach einem mehrjährigen Engagement am Kölner Stadttheater (1840–42) legte er auf Anraten des Kapellmeisters Conradin Kreutzer seine Bühnentätigkeit zugunsten der Komposition nieder. Neben seiner Tätigkeit als Gesangslehrer und Lied-Komponist wirkte er seit 1881 als Musikreferent der Täglichen Rundschau, sowie in der Neuen Berliner Musikzeitung in Berlin.
Zu seinen Gesangsschülern zählten Karl Formes und Rosa Le Seur. Gumbert übertrug zahlreiche Libretti aus dem Französischen ins Deutsche.
Ferdinand Gumbert stammt aus einer mosaischen Familie und war nicht verheiratet.